# Krefeld
Krefeld là một thành phố trong bang Nordrhein-Westfalen của nước Đức. Thành phố có diện tích km², dân số thời điểm năm là người. Thành phố nằm ở tây nam của vùng Ruhr, trung tâm chỉ cách vài km so với phía tây sông Rhine; quận Uerdingen nằm đối diện qua sông Rhine. Krefeld có thể đến được bằng các xa lộ A57 (Köln - Nijmegen) and the A44 (Aachen - Düsseldorf - Dortmund - Kassel)